# Donzac, Tarn-et-Garonne
Donzac là một xã của tỉnh Tarn-et-Garonne, thuộc vùng Occitanie, miền nam nước Pháp.